# 白楊川
白楊川（はくようがわ、中国語: 白杨河、英語: Baiyang River）は、モンゴル語の名前からの音訳で納木郭勒河としても知られていて、中国新疆ウイグル自治区北部にある川で、タルバガタイ地区とカラマイ市ウルホ区を流れている。全長は170キロメートルと推定され、平均年間流量は1億900万立方メートルと推定。川の流域は、16,400平方キロメートルを占めている。

## 概要
白楊川は、新疆とカザフスタンの国境近くのタルバガタイ山脈（Tarbagatai Mountains）とサウル山脈の合流点付近の山塊から始まる。そこからほぼ南東の方向に、吸湿性のジュンガル盆地に向かって流れる。その流れの大部分に沿って、東のホボクサル・モンゴル自治県と西のドルビルジン県とトリ県の境界を形成する。カラマイ市のウルホ区を横切り、ホボクサル・モンゴル自治県に再流入する。
白楊川は北緯46度08分35秒 東経85度22分35秒 / 北緯46.14306度 東経85.37639度座標: 北緯46度08分35秒 東経85度22分35秒 / 北緯46.14306度 東経85.37639度で堰き止められており、このダム湖は面積5.8平方キロメートルの白楊川貯水池を形成する。
イルティシュ・カラマイ運河は、ウルホ地区の市街区の上流、北緯46度7分45秒 東経85度25分35秒 / 北緯46.12917度 東経85.42639度にある水道橋で白楊川を横断している。ウルホ区と川沿いの湿地の活性化のために、運河の水の約3分の1を白楊川へ流すための準備が整えられていた。ウルホ区の西部にある白楊川渓谷は、景勝地と見なされている。
白楊川はグルバンテュンギュト砂漠に流れ込み、吸湿性のアイリク湖で終る。川は湖に入ると小さなデルタを形成する（北緯45度58分00秒 東経85度47分00秒 / 北緯45.96667度 東経85.78333度）。1999年には、湖の水面の標高は海抜273〜276メートルであった。
白楊川貯水池と黄羊泉貯水池の建設と、それに伴う白楊川水域の分水のため、アイリク湖は1980年代に縮小し始めた。1980年代半ばまでに、その面積はわずか15平方キロメートル（5.8平方マイル）で、深さは1メートルとはもいえなかった。1990年代までには、湖は実質的に枯渇していた。2000年8月のイルティシ・カラマイ運河の開通以来、ほとんど乾いていたアイリク湖はたくさんの魚のいる深い湖として回復することができた。現在は50平方キロメートルを占め、最大深さは7メートルである。
アイリク湖からの地表水は流出していないが、この湖の一部の水はKewu断層の地面の割れ目から季節によって近くの小アイリク湖（小艾里克湖、北緯45度45分35秒 東経85度34分13秒 / 北緯45.75972度 東経85.57028度）に浸透すると考えられている。その水面は（1999年の時点で）海抜約270メートルであった。潜在的には、南西のさらに遠い同じ乾燥地帯から、干上がっているアランヌル湖（マナス川の元の終点）に水が浸透している可能性がある。

## 配水運河
白楊川貯水池からアイリク湖まで下流20キロメートル以上にわたって、白楊川の自然の河床は、北緯46度8分18秒 東経85度22分20秒 / 北緯46.13833度 東経85.37222度で貯水池を離れて、コンクリートで裏打ちされた運河と平行している。イルティシュ・カラマイ運河を北緯46度07分10秒 東経85度25分00秒 / 北緯46.11944度 東経85.41667度で横断し、黄羊泉貯水池（北緯46度03分53秒 東経85度34分49秒 / 北緯46.06472度 東経85.58028度のダム）を通過し、それから養魚施設のように見える場所（北緯46度02分00秒 東経85度36分00秒 / 北緯46.03333度 東経85.60000度）で終了する。

## その他の白楊川
中央アジア（カザフスタン、新疆を含む）の多くの川は、中国語またはトルコ語で「ポプラの川」（白楊川）を意味する名前を持っている。これには、天山山脈からアイディン湖に向かって流れるトクスン県の白楊川、カザフスタンのいくつかのテレクティ川（Terekty River）、または新疆のカザフ語圏などにある。

## 参照項目
- アイリク湖